# Lars Eller
Lars Eller (né le 8 mai 1989 à Rødovre au Danemark) est un joueur professionnel danois de hockey sur glace. Il est le fils de Olaf Eller ancien joueur professionnel.

## Biographie

### Carrière en club
Formé au Mighty Bulls de Rødovre SIK, il part en 2005 en Suède. Il s'agguérit avec les équipes de jeunes des Frölunda Indians. En 2007, il est choisi au cours du repêchage d'entrée dans la Ligue nationale de hockey par les Blues de Saint-Louis en 1e ronde, en 13e position. La même année, il passe professionnel et joue ses premiers d'Elitserien avec Frölunda. En 2009, il part en Amérique du Nord et est assigné aux  Rivermen de Peoria dans la Ligue américaine de hockey. Avec 57 points en 70, il est le meilleur pointeur de l'équipe. Les Rivermen ne se qualifient pas pour les séries éliminatoires de la Coupe Calder. Le 5 novembre 2009, il dispute son premier match dans la LNH contre les Flames de Calgary y inscrivant son premier but.
Le 17 juin 2010, il est échangé avec Ian Schultz aux Canadiens de Montréal en retour de Jaroslav Halák. Le 4 janvier 2012, il compte 4 buts au Centre Bell contre les Jets de Winnipeg. Il inscrit deux buts en 50 secondes et marque son quatrième but de la rencontre lors d'un lancer de punition. Il termine la partie avec 4 buts et une mention d'aide obtenant ainsi la première étoile du match. Il devient le premier joueur du Canadien à marquer 4 buts dans un match depuis Jan Bulis en 2006, et le premier à inscrire 5 points dans un match depuis Sheldon Souray en 2004. Le 25 juillet 2014, il s'entend avec les Canadiens de Montréal sur un contrat de 4 ans qui lui rapportera 14 millions de dollars, soit 3,5 millions annuellement.
Le 24 juin 2016, il est échangé aux Capitals de Washington en retour d'un choix de deuxième ronde au repêchage 2017 (Joni Ikonen) et d'un choix de deuxième ronde au repêchage 2018. Le 7 juin 2018, contre les Golden Knights de Vegas, il marque le but gagnant face à Marc-André Fleury pour faire remporter aux Capitals la Coupe Stanley. Eller est le premier Danois à s'adjuger le prestigieux trophée.
Le 1er mars 2023, les Capitals l'échangent à l'Avalanche du Colorado en échange d'un choix de 2e ronde en 2025. Dans cette transaction, les Capitals retiennent 31 pour cent de son salaire. Il ne fait que terminer la saison avec l'Avalanche et signe, le 1er juillet 2023, un contrat de deux ans de 4,9 millions $ avec les Penguins de Pittsburgh.
Le 12 novembre 2024, à sa deuxième et dernière année de contrat avec les Penguins, il est renvoyé aux Capitals de Washington, où il a joué sept saisons entre 2016 et 2023. En retour, les Penguins obtiennent un choix de 5e tour en 2025 et un autre de 3e ronde en 2027.

### Carrière internationale

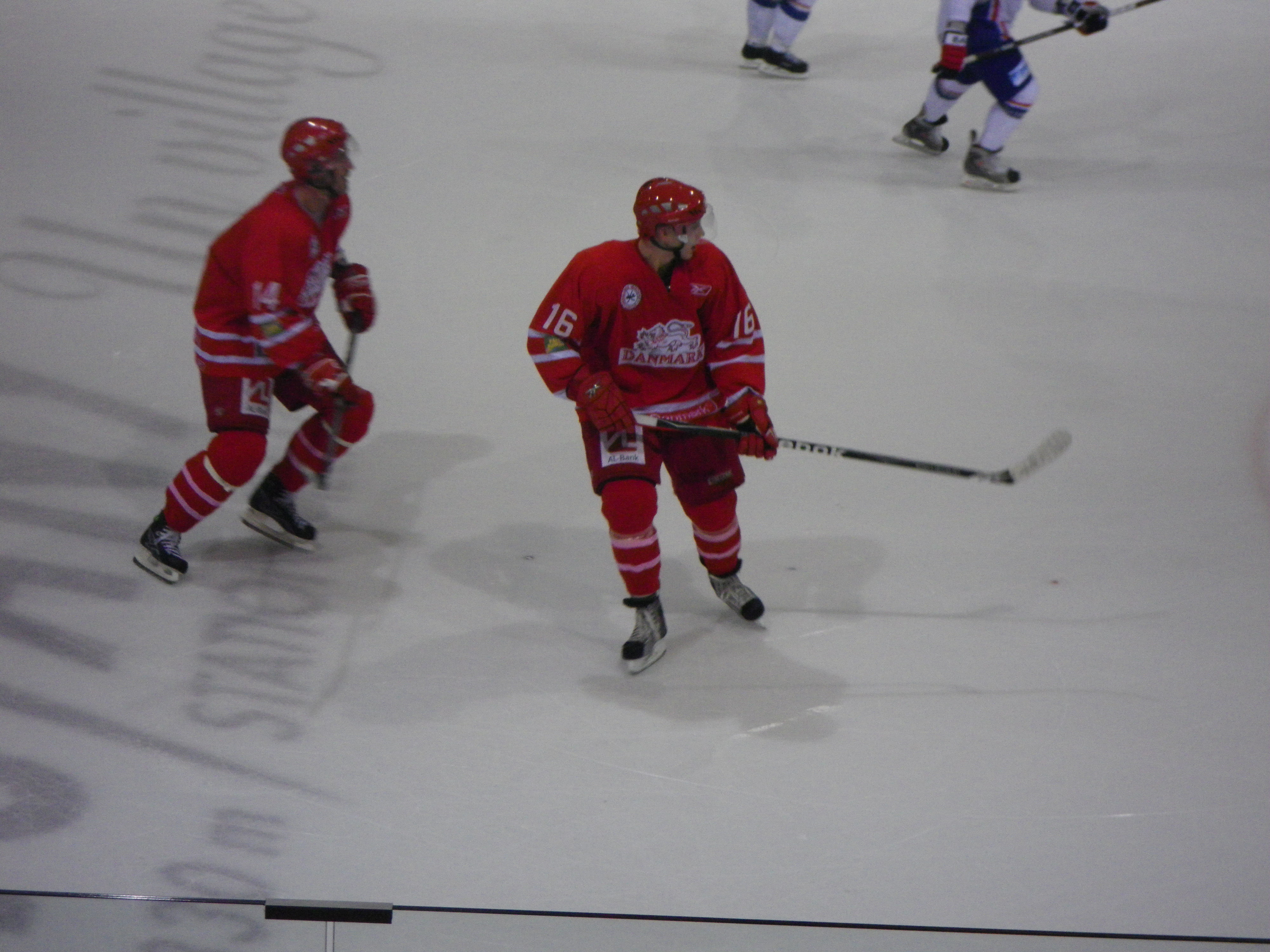
Eller avec le Danemark.

Il représente l'équipe du Danemark. En 2008, il participe à ses premiers mondiaux senior.

## Statistiques

### En club
| Saison     | Équipe                      | Ligue            |                   | Saison régulière  | Saison régulière  | Saison régulière  | Saison régulière  | Saison régulière | Saison régulière |    | Séries éliminatoires | Séries éliminatoires | Séries éliminatoires | Séries éliminatoires | Séries éliminatoires | Séries éliminatoires |
| Saison     | Équipe                      | Ligue            | PJ                | B                 | A                 | Pts               | Pun               | +/-              | PJ               | B  | A                    | Pts                  | Pun                  | +/-                  |                      |                      |
| 2004-2005  | Mighty Bulls de Rødovre SIK | 1. division      | 1                 | 3                 | 1                 | 4                 | 0                 | -                | -                | -  | -                    | -                    | -                    | -                    |                      |                      |
| 2004-2005  | Mighty Bulls de Rødovre SIK | Danemark -19 ans | 28                | 21                | 26                | 47                | 20                | -                | -                | -  | -                    | -                    | -                    | -                    |                      |                      |
| 2005-2006  | Frölunda HC                 | J18 Allsvenskan  | 8                 | 2                 | 4                 | 6                 | 10                | 0                | 2                | 0  | 0                    | 0                    | 0                    | 0                    |                      |                      |
| 2005-2006  | Frölunda HC                 | SuperElit        | 36                | 7                 | 7                 | 14                | 6                 | +7               | 2                | 0  | 0                    | 0                    | 0                    | 0                    |                      |                      |
| 2006-2007  | Frölunda HC                 | J18 Elit         | 1                 | 0                 | 1                 | 1                 | 0                 |                  | -                | -  | -                    | -                    | -                    | -                    |                      |                      |
| 2006-2007  | Frölunda HC                 | J18 Allsvenskan  | 2                 | 1                 | 3                 | 4                 | 6                 | +3               | 6                | 3  | 2                    | 5                    | 8                    | +5                   |                      |                      |
| 2006-2007  | Frölunda HC                 | SuperElit        | 39                | 18                | 37                | 55                | 58                | +22              | 8                | 4  | 1                    | 5                    | 24                   | -1                   |                      |                      |
| 2007-2008  | Frölunda HC                 | SuperElit        | 9                 | 4                 | 4                 | 8                 | 10                | +6               | 7                | 5  | 6                    | 11                   | 14                   | +8                   |                      |                      |
| 2007-2008  | Frölunda HC                 | Elitserien       | 14                | 0                 | 2                 | 2                 | 4                 | -2               | 7                | 0  | 1                    | 1                    | 2                    | -1                   |                      |                      |
| 2007-2008  | Borås HC                    | Allsvenskan      | 19                | 2                 | 6                 | 8                 | 8                 | -4               | -                | -  | -                    | -                    | -                    | -                    |                      |                      |
| 2008-2009  | Frölunda HC                 | Elitserien       | 48                | 12                | 17                | 29                | 28                | +13              | 10               | 3  | 1                    | 4                    | 12                   | 0                    |                      |                      |
| 2009-2010  | Rivermen de Peoria          | LAH              | 70                | 18                | 39                | 57                | 84                | -1               | -                | -  | -                    | -                    | -                    | -                    |                      |                      |
| 2009-2010  | Blues de Saint-Louis        | LNH              | 7                 | 2                 | 0                 | 2                 | 4                 | +2               | -                | -  | -                    | -                    | -                    | -                    |                      |                      |
| 2010-2011  | Canadiens de Montréal       | LNH              | 77                | 7                 | 10                | 17                | 48                | -4               | 7                | 0  | 2                    | 2                    | 4                    | +1                   |                      |                      |
| 2011-2012  | Canadiens de Montréal       | LNH              | 79                | 16                | 12                | 28                | 66                | -5               | -                | -  | -                    | -                    | -                    | -                    |                      |                      |
| 2012-2013  | JYP Jyväskylä               | SM-liiga         | 15                | 5                 | 10                | 15                | 18                | +2               | -                | -  | -                    | -                    | -                    | -                    |                      |                      |
| 2012-2013  | Canadiens de Montréal       | LNH              | 46                | 8                 | 22                | 30                | 45                | +8               | 1                | 0  | 0                    | 0                    | 0                    | 0                    |                      |                      |
| 2013-2014  | Canadiens de Montréal       | LNH              | 77                | 12                | 14                | 26                | 68                | -15              | 17               | 5  | 8                    | 13                   | 18                   | +6                   |                      |                      |
| 2014-2015  | Canadiens de Montréal       | LNH              | 77                | 15                | 12                | 27                | 42                | -6               | 12               | 1  | 2                    | 3                    | 4                    | 0                    |                      |                      |
| 2015-2016  | Canadiens de Montréal       | LNH              | 79                | 13                | 13                | 26                | 28                | -13              | -                | -  | -                    | -                    | -                    | -                    |                      |                      |
| 2016-2017  | Capitals de Washington      | LNH              | 81                | 12                | 13                | 25                | 36                | +15              | 13               | 0  | 5                    | 5                    | 10                   | -2                   |                      |                      |
| 2017-2018  | Capitals de Washington      | LNH              | 81                | 18                | 20                | 38                | 38                | -6               | 24               | 7  | 11                   | 18                   | 18                   | +6                   |                      |                      |
| 2018-2019  | Capitals de Washington      | LNH              | 81                | 13                | 23                | 36                | 37                | -1               | 24               | 7  | 1                    | 2                    | 3                    | +2                   |                      |                      |
| 2019-2020  | Capitals de Washington      | LNH              | 69                | 16                | 23                | 39                | 48                | +3               | 5                | 0  | 1                    | 1                    | 2                    | -5                   |                      |                      |
| 2020-2021  | Capitals de Washington      | LNH              | 44                | 8                 | 15                | 23                | 21                | -1               | 4                | 0  | 1                    | 1                    | 0                    | 0                    |                      |                      |
| 2021-2022  | Capitals de Washington      | LNH              | 72                | 13                | 18                | 31                | 40                | -4               | 6                | 1  | 2                    | 3                    | 0                    | -4                   |                      |                      |
| 2022-2023  | Capitals de Washington      | LNH              | 60                | 7                 | 9                 | 16                | 36                | -1               | -                | -  | -                    | -                    | -                    | -                    |                      |                      |
| 2022-2023  | Avalanche du Colorado       | LNH              | 24                | 3                 | 4                 | 7                 | 10                | +4               | 7                | 0  | 0                    | 0                    | 0                    | -1                   |                      |                      |
| 2023-2024  | Penguins de Pittsburgh      | LNH              | 82                | 15                | 16                | 31                | 32                | -1               | -                | -  | -                    | -                    | -                    | -                    |                      |                      |
| 2024-2025  | Penguins de Pittsburgh      | LNH              | 17                | 4                 | 3                 | 7                 | 10                | -4               | -                | -  | -                    | -                    | -                    | -                    |                      |                      |
| 2024-2025  | Capitals de Washington      | LNH              | Saison en cours ? | Saison en cours ? | Saison en cours ? | Saison en cours ? | Saison en cours ? |                  |                  |    |                      |                      |                      |                      |                      |                      |
| Totaux LNH | Totaux LNH                  | Totaux LNH       | 1 053             | 182               | 227               | 409               | 609               | -29              | 103              | 15 | 34                   | 49                   | 58                   | 0                    |                      |                      |

### En équipe nationale
| Année | Équipe       | Évènement                       |   | PJ | B | A  | Pts | Pun | +/-                                    |  | Résultat |
| 2006  | Danemark U18 | Championnat du monde -18 ans D1 | 5 | 5  | 5 | 10 | 8   | +4  | 2e place du groupe B                   |  |          |
| 2007  | Danemark U20 | Championnat du monde junior D1  | 5 | 2  | 5 | 7  | 16  | +6  | 1re place du groupe A (promu en élite) |  |          |
| 2007  | Danemark U18 | Championnat du monde -18 ans D1 | 5 | 3  | 7 | 10 | 6   | +5  | 1re place du groupe B (promu en élite) |  |          |
| 2008  | Danemark U20 | Championnat du monde junior     | 6 | 3  | 3 | 6  | 37  | -5  | 10e place                              |  |          |
| 2008  | Danemark     | Championnat du monde            | 6 | 0  | 2 | 2  | 0   | -7  | 12e place                              |  |          |
| 2009  | Danemark U20 | Championnat du monde junior D1  | 5 | 3  | 3 | 6  | 20  | -1  | 2e place du groupe B                   |  |          |
| 2009  | Danemark     | Qualification olympique         | 3 | 1  | 1 | 2  | 8   | +2  | Non qualifié                           |  |          |
| 2010  | Danemark     | Championnat du monde            | 7 | 2  | 3 | 5  | 8   | +2  | 8e place                               |  |          |
| 2012  | Danemark     | Championnat du monde            | 7 | 3  | 2 | 5  | 14  | -2  | 13e place                              |  |          |
| 2016  | Danemark     | Championnat du monde            | 9 | 1  | 5 | 6  | 12  | -2  | 8e place                               |  |          |
| 2019  | Danemark     | Championnat du monde            | 3 | 2  | 3 | 5  | 6   | +2  | 11e place                              |  |          |

## Trophées et honneurs personnels

### Championnat du monde moins de 18 ans
- 2007 : meilleur passeur de la division 1 groupe B

### Championnat du monde junior
- 2007 : meilleur plus-moins de la division 1 groupe A

### Ligue américaine de hockey
- 2009-2010 : 
  - participe au Match des étoiles avec l'équipe PlanetUSA
  - nommé dans l'équipe des recrues

### Ligue nationale de hockey
- 2017-2018 : vainqueur de la Coupe Stanley avec les Capitals de Washington